# Новак Роганович
Новак Роганович (сербохорв. Novak Roganović, 14 січня 1932, Сента — 4 лютого 2008, Новий Сад) — югославський футболіст, що грав на позиції півзахисника, зокрема за «Воєводину» та національну збірну Югославії. Олімпійський чемпіон. 

## Клубна кар'єра
У дорослому футболі дебютував 1954 року виступами за «Воєводину», в якій провів дев'ять сезонів, взявши участь у 157 матчах чемпіонату. 
Згодом протягом 1963—1964 років грав за віденську «Аустрію», а завершував кар'єру в нідерландському «Енсхеде Бойз» 1965 року.

## Виступи за збірні
1960 року зіграв три гри за олімпійської збірної Югославії. У складі цієї команди провів 3 матчі і став золотим медалістом Олімпійських ігор 1960 року.
Того ж 1960 року взяв участь у чотирьох офіційних матчах у складі національної збірної Югославії.

## Титули і досягнення
- Олімпійський чемпіон (1): 1960